# Berliner Woche
Die Berliner Woche (bis September 2003: Berliner Wochenblatt / Hallo Berlin Wochenblatt) ist ein wöchentlich erscheinendes Anzeigenblatt in Berlin. Das durch Werbeeinnahmen finanzierte Blatt erscheint zum Wochenende in 19 unterschiedlichen Lokalausgaben für die Berliner Ortsteile. Die Gesamtauflage beträgt rund 1,15 Millionen Exemplare. Zwei Lokalausgaben tragen den Traditionstitel Spandauer Volksblatt.

## Redaktioneller Schwerpunkt
Redaktioneller Schwerpunkt ist die Berichterstattung aus den zwölf Berliner Verwaltungsbezirken und den 97 Ortsteilen der Stadt. Die Berliner Woche setzt sich insbesondere für ein besseres Miteinander in der Hauptstadt ein und widmet dem Thema „Bürgerschaftliches Engagement“ daher Woche für Woche die Rubrik „Berlin engagiert“.

## Herausgeber
Alle Lokalausgaben gibt die FUNKE Media Sales & Services Berlin GmbH (ehemals: Funke Berlin Wochenblatt GmbH, Berliner Wochenblatt Verlag GmbH) heraus, eine Tochtergesellschaft der Funke Mediengruppe (bis 30. April 2014: Axel Springer SE). Die erste Ausgabe erschien im Mai 1983 im Bezirk Neukölln. Das Spandauer Volksblatt bestand bereits seit März 1946 als Tageszeitung. Der Axel Springer Verlag übernahm 1993 diesen Titel und führte das Blatt als Anzeigenzeitung fort.